# Vojtěch Štěpán
Vojtěch Štěpán (8 giugno 1985) è un ex calciatore ceco, di ruolo centrocampista.

## Carriera

### Club

#### Ritorno al Sigma Olomouc
Segna il suo ultimo gol con il Sigma Olomouc 30 maggio 2009 nella vittoria casalinga per 3-0 contro il Bohemians 1905, portando il match sul 2-0.
L'ultima partita risale all'8 maggio 2010 nel pareggio fuori casa per 1-1 contro il Teplice.

#### FC Hradec Králové
Fa il suo primo gol con il Hradec Králové il 31 luglio 2011 nella vittoria casalinga per 1-0 contro il Viktoria Žižkov.

### Nazionale
Ha giocato nelle nazionali giovanili ceche Under-17 ed Under-18.